# Mossaholmen, Raseborg
Mossaholmen är en ö i Finland. Den ligger i Finska viken och i kommunen Raseborg i den ekonomiska regionen  Raseborg i landskapet Nyland, i den södra delen av landet. Ön ligger omkring 90 kilometer väster om Helsingfors.
Öns area är 4 hektar och dess största längd är 350 meter i sydöst-nordvästlig riktning. Ön höjer sig omkring 20 meter över havsytan.